# Kard (entreprise)
Pour les articles homonymes, voir Kard (homonymie).
Kard est une fintech française créée fin 2018 à destination de la génération Z et qui a ouvert ses services en mai 2019.
La société met à disposition des adolescents une application mobile avec un compte de paiement (associé à un RIB français), une carte virtuelle Visa à autorisation systématique et une carte physique Visa à autorisation systématique, les deux cartes sont reliés au même porte monnaie électronique. Sont aussi disponible, des fonctionnalités de gestion d'argent : suivi des dépenses, cagnottes, envoi et demande d'argent. Les parents sont titulaires du compte et disposent d'une application dédiée pour alimenter et suivre l'état en temps réel du compte de leur enfant, programmer des transferts, fixer des limites, mais aussi échanger avec eux directement sous les transactions.

## Historique
Kard est une carte de paiement à destination des adolescents fondée en décembre 2018.
Kard propose une Visa reliée à un compte en ligne accessible via une application mobile. Ce service est accessible par abonnement à partir de 6 ans, et permet de payer en ligne, en magasin, en paiement sans contact et dans le monde sans frais,,.
En janvier 2019, la start-up lève trois millions d'euros auprès de Kima Ventures et de business angels français et internationaux dont Francis Nappez (cofondateur de BlaBlaCar) pour lancer ses opérations. Peu après, elle obtient le statut de distributeur de monnaie électronique auprès de l'Autorité de contrôle prudentiel et de résolution (ACPR).
Le service est présenté au public en mai 2019 sous la forme d'une liste d'attente et se fait connaître grâce à un système de parrainage avant le lancement de son application mobile au cours de l'été de la même année,.
En septembre 2019, Kard nomme trois nouveaux investisseurs à son conseil d'administration venu du monde de la finance, des startups ou en lien avec l'adolescence : Didier Valet (ex-Société Générale), Pierre-Dimitri Gore-Coty (vice-président d'Uber Eats) et Béatrice Copper Royer (psychologue clinicienne spécialiste des adolescents).
En mars 2020, la startup annonce dépasser la barre des 50 000 utilisateurs.
En septembre 2020, Kard réalise une seconde levée de fonds de trois millions d'euros auprès de Founders Futures, de Bpifrance ainsi que de business angels tel que Laurence Krieger ou Iris Mittenaere. Cette deuxième levée de fonds leur permet de changer de business model et opte pour une offre payante.
En décembre 2020, Kard passe le cap d'un million de transactions réalisées.
En juin 2021, Kard lance officiellement son programme de cash back.
En Juillet 2024, Kard fait part d’un redressement judiciaire[source insuffisante].
En Octobre 2024, Kard s’échappe de la faillite et de sa fermeture en vendant 90% de ses parts à THK Capital[source insuffisante] et 10% à Julien Delamorte fondateur de HandSome.

## Prix et distinctions
- Meilleure Fintech 2020 - Startup Europe Awards[15][source insuffisante]